# Comuna Petropavlivska Borșceahivka, Kiev-Sveatoșîn
Petropavlivska Borșceahivka (în ucraineană Петропавлівська Борщагівка) este o comună în raionul Kiev-Sveatoșîn, regiunea Kiev, Ucraina, formată din satele Ceaikî și Petropavlivska Borșceahivka (reședința).

## Demografie
Componența lingvistică a comunei Petropavlivska Borșceahivka
     Ucraineană (95,14%)
     Rusă (4,43%)
     Alte limbi (0,11%)
Conform recensământului din 2001, majoritatea populației comunei Petropavlivska Borșceahivka era vorbitoare de ucraineană (95,14%), existând în minoritate și vorbitori de rusă (4,43%).